# Ronny Hansen
Ronny Hansen, también conocido como Vrede, es el actual vocalista de la banda Antestor, con la cual es ha grabado el EP Det Tapte Liv y el álbum The Forsaken. Se unió al grupo en el año 2000, en sustitución del vocalista anterior, Kjetil Molnes, también conocido como "Martyr". Se mantuvo presente en la banda Vaakevandring hasta su desintegración y grabó junto con ellos algunas canciones, un demo y un EP, también trajo a su compatriota y amigo, Morten Sigmund Mageroy (también conocido como Sygmoon), como teclista de Antestor.
En el año 2007, los miembros de Vaakevandring estaban juntos de nuevo y Ronny regresó como su vocalista. Actualmente está trabajando también con Morgenroede, también como vocalista y con quienes ya ha lanzado un demo, pero no en el mercado, ya que no han encontrado una discográfica con la cual lanzarlo.

## Discografía

### ConAntestor

#### Álbumes
- 2005 - The Forsaken

#### Ep y Demos
- 2004 - Det Tapte Liv EP

### ConVaakevandring

#### Ep y Demos
- 1998 - Demo 98-99
- 2004 - Vaakevandring EP

### Compilaciones
- 2000 - In The Shadow Of Death

### ConMorgenroede
- 2009 - Nemesis

- Datos: Q3941146